# Metropolia Santiago de Guatemala
Metropolia Santiago de Guatemala − jedna z dwóch metropolii rzymskokatolickich w Gwatemali.

## Diecezje wchodzące w skład metropolii
- Archidiecezja Santiago de Guatemala
- Diecezja Escuintla
- Diecezja Jalapa
- Diecezja św. Franciszka z Asyżu w Jutiapa
- Diecezja Santa Rosa de Lima
- Diecezja Vera Paz
- Diecezja Zacapa y Santo Cristo de Esquipulas

## Biskupi
- Metropolita: ks. abp Gonzalo de Villa y Vásquez (od 2020) (Gwatemala)
- Sufragan: ks. bp Victor Hugo Palma Paúl (od 2004) (Escuintla)
- Sufragan: ks. bp Julio Edgar Cabrera Ovalle (od 2001) (Jalapa)
- Sufragan: ks. bp Antonio Calderón Cruz (od 2016) (Jutiapa)
- Sufragan: ks. bp José Cayetano Parra Novo (od 2021) (Santa Rosa de Lima)
- Sufragan: ks. bp Rodolfo Valenzuela Núñez (od 2001) (Vera Paz)
- Sufragan: ks. bp Ángel Antonio Recinos Lemus (od 2016) (Zacapa)

## Główne świątynie
- Prymasowska katedra metropolitalna Wniebowzięcia NMP w Gwatemali
- Katedra św. Jakuba w Starej Gwatemali
- Katedra poczęcia NMP w Escuintla
- Katedra Matki Bożej Nadziei w Jalapie
- Katedra św. Krzysztofa w Jutiapa
- Katedra Dzieciątka Jezus w Santa Rosa de Lima
- Katedra św. Dominika w Cobán
- Katedra św. Piotra w Zacapa